# Robursport Volley Pesaro
Maillots
Le Robursport Volley Pesaro était un club italien de volley-ball féminin fondé en 1967 et basé à Pesaro.

## Historique
- 2000-2001 : Fiam ITA Meta Pesaro
- 2001-2003 : Vitrifrigo Fiam Italia Pesaro
- 2003-2012 : Scavolini Pesaro
- 2012-2013 : Robursport Volley Pesaro
- 2013-2017 : myCicero Pesaro
- 2017-2018 : myCicero Volley Pesaro

## Palmarès
- Championnat d'Italie[2]
  - Vainqueur : 2008, 2009, 2010.
- Coupe d'Italie[2]
  - Vainqueur :2009.
  - Finaliste : 2007, 2008.
- Supercoupe d'Italie[2]
  - Vainqueur : 2006, 2008, 2009, 2010.
- Coupe d'Italie A2[2]
  - Vainqueur : 2003.
- Coupe de la CEV[2]
  - Vainqueur : 2006, 2008.

## Entraîneurs
- 2006-2009 :  José Roberto Guimarães

## Effectifs

### Saison 2017-2018
| No                          | Nom                         | Date de naissance           | Taille                         | Poids                          | Poste                          |
| --------------------------- | --------------------------- | --------------------------- | ------------------------------ | ------------------------------ | ------------------------------ |
| 1                           | Tatjana Bokan               | 9 avril 1988                | 185                            | 72                             | Réceptionneuse-attaquante      |
| 2                           | Carlotta Cambi              | 28 mai 1996                 | 176                            |                                | Passeuse                       |
| 3                           | Rossella Olivotto           | 27 avril 1991               | 184                            |                                | Centrale                       |
| 5                           | Yamila Nizetich             | 27 janvier 1989             | 183                            | 76                             | Réceptionneuse-attaquante      |
| 7                           | Alessia Ghilardi            | 5 mai 1979                  | 163                            |                                | Libero                         |
| 8                           | Silvia Bussoli              | 22 novembre 1993            | 183                            |                                | Réceptionneuse-attaquante      |
| 9                           | Freya Aelbrecht             | 10 février 1990             | 189                            | 74                             | Centrale                       |
| 10                          | Lise Van Hecke              | 1er juillet 1992            | 191                            | 70                             | Attaquante                     |
| 11                          | Gloria Baldi                | 31 mai 1993                 | 185                            |                                | Réceptionneuse-attaquante      |
| 12                          | Giulia Carraro              | 25 juillet 1994             | 175                            | 65                             | Passeuse                       |
| 16                          | Alessia Arciprete           | 6 septembre 1997            | 180                            |                                | Réceptionneuse-attaquante      |
| 18                          | Chiara Lapi                 | 3 mars 1991                 | 182                            |                                | Centrale                       |
|                             |                             |                             |                                |                                |                                |
| Encadrement technique       | Encadrement technique       |                             | Légende                        | Légende                        | Légende                        |
| Entraîneur : Matteo Bertini | Entraîneur : Matteo Bertini | Entraîneur : Matteo Bertini | : Capitaine                    | : Capitaine                    | : Capitaine                    |
| Entraîneur(s) adjoint(s) :  | Entraîneur(s) adjoint(s) :  | Entraîneur(s) adjoint(s) :  | : Joueuse blessée actuellement | : Joueuse blessée actuellement | : Joueuse blessée actuellement |